# 帝王カバーリ
『帝王カバーリ』（ていおうカバーリ、Kabali）は、2016年のインドのタミル語アクションクライム映画。監督・脚本はパ・ランジット、製作はカライプリ・S・タヌーが務め、ラジニカーント、ラーディカー・アープテー、ウィンストン・チャオ、サーイ・ダンシカ、キショール、ディネーシュ・ラヴィ、カライヤラサン、ジョン・ヴィジャイが出演している。映画では冤罪で刑務所に収監されていたギャングのボス・カバーリが、出所後に妻子を捜す中でライバルに復讐する姿が描かれている。
2015年8月21日からチェンナイで主要撮影が始まり、マレーシア、香港、バンコクでも撮影が行われ、2016年2月に終了した。同年7月22日にタミル語版、テルグ語吹替版、ヒンディー語吹替版が全世界で公開され、前日の7月21日には主要撮影地となったマレーシアでプレミア上映が行われた。1週間後の7月29日にはマレー語吹替版も公開されている。公開後はアーナンダ・ヴィカタン映画賞、第64回フィルムフェア賞 南インド映画部門、第2回IIFAウトサヴァム、エジソン賞、第6回南インド国際映画賞など複数の映画賞を受賞し、『ロボット2.0』に抜かれるまでタミル語映画の歴代興行成績第1位の記録を維持した。

## ストーリー
クアラルンプールに拠点を置くギャングのボス・カバーリは妻クムダヴァッリを含む多くの人々を殺害したという濡れ衣を着せられ25年間刑務所に収監されていた。釈放後にボスの地位に戻ったカバーリは、麻薬密売人のローガと対峙する。ローガはクムダヴァッリを「生きていれば売春婦として売られていた」と侮辱したことでカバーリの怒りを買い殺されるが、この一件をきっかけにカバーリは妻が生きているのではないかと思い込むようになった。その後、カバーリはかつて殺したマーランの息子クマランに襲撃されるが、危うく難を逃れた。翌日、カバーリは友人アミールが主催する若年犯罪者更生施設フリー・ライフ・ファウンデーション・スクールのイベントに出席し、自らの過去を語り始める。
かつてカバーリは、タミル系マレーシア人の権利を守るために戦ったギャングのボス・ネサン（マーランの父）の舎弟だった。ネサンは「麻薬や売春には手を出さない」という掟を定めていたが、それに反発するヴィーラセカランに殺され、カバーリが組織を継承した。ヴィーラセカランはマーランに対し、組織をカバーリから奪い返すように扇動し、マーランはカバーリと妊娠していたクムダヴァッリをヒンドゥー寺院の儀式に招待するが、寺院にはヴィーラセカランの手下が待ち構えており、2人に襲いかかった。クムダヴァッリは銃撃を受けて倒れ込み、カバーリは自分を裏切ったマーランをクマランの目の前で殺し、その後大量殺人を首謀したという濡れ衣を着せられ逮捕される。
カバーリの話を聞いたクマランは自らの過ちに気付き彼に謝罪し、事件に関与していたヴィーラセカランの手下ヴェルがクムダヴァッリの消息を知っていると伝える。カバーリはタイ王国に向かいヴェルの居場所を突き止め、彼から娘が生きていることを聞かされる。そこに、クアラルンプールのギャング「43」のボスのトニー・リーとヴィーラセカランが差し向けた殺し屋ヨギが現れるが、彼女は同行していたギャングたちを殺し、自分がカバーリの娘であり、母クムダヴァッリはポンディシェリでフランス人家族と共に暮らしていることを告げる。カバーリとヨギはポンディシェリに向かい、そこでクムダヴァッリと再会するが、そこでトニーが差し向けた刺客に襲われる。カバーリとヨギは刺客を返り討ちにし、クムダヴァッリを連れてポンディシェリを離れる。クアラルンプールに戻ったカバーリは、トニーが仕組んだ交通事故でアミールが重傷を負ったこと、手下のジーヴァが「43」への加入を拒否して重傷を負わされたこと、「43」がフリー・ライフ・ファウンデーション・スクールを破壊したこと、「43」がクアラルンプールの裏社会を掌握するために敵対するギャングを襲撃していることを聞かされる。トニーとヴィーラセカランの排除を決意したカバーリは、大物ギャングのアン・リーの100歳の誕生パーティーに家族とともに出席する。彼はクマランの助けを借りて、パーティーの場でトニーとヴィーラセカランを殺害する。
数か月後、カバーリはクムダヴァッリ、ヨギ、クマランと共にフリー・ライフ・ファウンデーション・スクールのイベントに出席する。イベントには卒業生のタイガーも姿を見せていたが、彼は現場にいた警察官と会話をしていた。その後、スクリーンが暗転し、拳銃の撃鉄を起こす音と銃声が響き渡る。

## キャスト
- カバーリスワラン（カバーリ） - ラジニカーント
- クムダヴァッリ・カバーリスワラン - ラーディカー・アープテー
- ヨギ・カバーリスワラン - サーイ・ダンシカ（英語版）
- トニー・リー - ウィンストン・チャオ
- ヴィーラセカラン - キショール（英語版）
- ジーヴァ - ディネーシュ・ラヴィ（英語版）
- タミル・クマラン - カライヤラサン（英語版）
- アミール - ジョン・ヴィジャイ（英語版）
- タミル・ネサン - ナーサル
- メーナ - リヤディヴィカ（英語版）
- パレスオーナー - サンギリ・ムルガン（英語版）
- トニーの相棒 - ロシャム・ノール（英語版）
- タミル・マーラン - チャールズ・ヴィノート（英語版）
- ローガ - ミメ・ゴーピ（英語版）
- ヴェル - R・アマレンドラン（英語版）
- タイガー - ハリ・クリシュナン（英語版）
- 「Thendral Vanthu」の歌手 - サウンダリヤー・バーラー・ナンダクマール
- 「Ulagam Oruvanukka」の歌手 - ダールキー

## 製作

### 企画
2015年6月、パ・ランジットは『Attakathi』『Madras』に続く第3回監督作品として、ラジニカーント主演映画の製作をTwitterで公表した。ラジニカーントは『Madras』でのランジットの手腕に感銘を受け、娘のサウンダリヤー・ラジニカーントがランジットに接触してラジニカーント主演作の脚本執筆を依頼した。彼が新人監督のランジットとの仕事を選んだのは、近年出演した『Kochadaiiyaan』『Lingaa リンガー』の興行不振が続いたことで、その脱却を図ろうとしたことが背景にあると言われている。プロデューサーのカライプリ・S・タヌーは、ラジニカーントから個人的にランジット監督作品のプロデュースを依頼されたと語っている。ラジニカーントが演じたカバーリは、チェンナイに実在するマフィアがモデルだと言われている。
8月17日、パンジットは新作映画のタイトルが「Kabali」であること、ラジニカーントが演じる役名が「カバーリスワラン」であることを公表した。当初は1980年にラジニカーントが出演した『Kaali』と同じタイトルにすることが検討されたが、同作は興行成績が芳しくなかったため却下された。この他に「Kannabhiran」というタイトルが検討されたが、すでにアミールが同タイトルの使用権を取得していることが判明したため断念している。

### キャスティング
ラジニカーントは年老いたマフィアのボスを演じている。イーナードゥの報道によると、ラジニカーントは『ナヤカン/顔役』に感銘を受け、監督のマニラトナムに同様の内容の脚本執筆を依頼したが実現せず、『帝王カバーリ』の脚本が『ナヤカン/顔役』に似ていたことから出演を承諾したという。『Attakathi』で主演を務めたディネーシュ・ラヴィと、前2作で重要な役柄を演じたカライヤラサンの出演も決まった。また、プラカーシュ・ラージが重要な役柄での起用が検討されたが、彼がスケジュールの都合で出演を辞退したため、代わりにジョン・ヴィジャイが起用された。『Dhoni』でタミル語映画デビューしたラーディカー・アープテーは、カバーリの妻クムダヴァッリ役に起用された。この他にサーイ・ダンシカが脇役に起用され、スター・ヴィジャイの『Airtel Super Singer 3』への出演で知られるテレビ女優サウンダリヤー・バーラー・ナンダクマールのカメオ出演が決まった。

### 撮影
2015年8月18日にランジットはTwitterで翌週から主要撮影を開始することを公表し、同月21日からチェンナイのAVMスタジオで写真撮影が行われた。9月17日のガネーシュ・フェスティバルの日にはチェンナイのロシア科学文化センターで撮影が行われ、ラジニカーントは106日間撮影に参加した。
マレーシアでは50日間の撮影が予定されていたが、撮影日数の削減が検討された結果、チェンナイのEVPフィルムシティとアディティヤラーム・スタジオに作られた撮影セットで20日間撮影を行うことになった。マレーシアでの撮影は10月19日から1か月間行われ、同国政府観光局の許可を得てムラカ州で撮影が行われた。11月4日にはセパンのスリ・スブラーマニアル寺院が管理するヒンドゥー教墓地で撮影を行った。ラジニカーントは撮影2日前の11月2日に現地入りし、主要シークエンスの撮影はクアラルンプール・コンベンション・センター、バトゥ洞窟、バンダー・サンウェイで行われた。11月21日にマレーシアでの撮影が終了し、ラジニカーントは同月24日からバンコクでの撮影に参加した。12月にはゴア州で重要シークエンスの撮影が行われ、ラーディカー・アープテーが参加した。ラジニカーントは『帝王カバーリ』と『ロボット2.0』の撮影を同時期に行い、EVPフィルムシティで『帝王カバーリ』の撮影に参加した。同スタジオではウィンストン・チャオ、ロシャム・ノールとのアクションシーンが撮影された。2016年2月2日からは最終スケジュールの撮影がマレーシアで再び行われ、ラーディカー・アープテーは同月7日から撮影に参加した。このスケジュールではクランの南方にあるキャリー島でいくつかのシーンが撮影され、撮影を終えたキャストは同月16日にマレーシアからインドに帰国した。

### 音楽
サウンドトラックと映画音楽はサントーシュ・ナーラーヤナンが手掛け、ラジニカーント主演作に初参加した。アルバムにはカビラン、ヴィヴェーク、ウマ・デヴィ、アルンラージャ・カマラージが作詞した5曲が収録され、このうち1曲は映画公開後にボーナストラックとして発売されたが、映画では使用されなかった。オーディオ権はティンク・ミュージックが取得し、2016年6月12日にサウンドトラックが発売された。サウンドトラックはテルグ語版、ヒンディー語版、マレー語版も発売された。ヒンディー語版とタミル語版は同時発売され、テルグ語版は6月26日、マレー語版は7月1日にそれぞれ発売されている。サウンドトラックは高評価を得ており、サントーシュ・ナーラーヤナンの手腕も絶賛された。8月24日にはボーナストラックも発売されている。

## マーケティング
2015年9月16日に『帝王カバーリ』のファーストルックポスターが、カマル・ハーサン主演作『Thoongaa Vanam』の予告編と同日発表された。2016年5月1日に予告編が公開され、動画は3日間で再生回数1000万回を記録し、インド映画における歴代再生回数記録を更新した。
エアアジア・インディアが『帝王カバーリ』のオフィシャルパートナーになったことで同社とのコラボレーションが実現し、同社所有のエアバスA320にタイトルとカバーリ（ラジニカーント）のラッピングが施された。飛行機を使用したインド映画のラッピング広告が行われたのは、『帝王カバーリ』が初めてである。また、同じくオフィシャルパートナーのムトゥート・フィンコープも宣伝の一環として出演俳優の姿を刻印した銀貨を製造した。

## 公開

### 上映状況

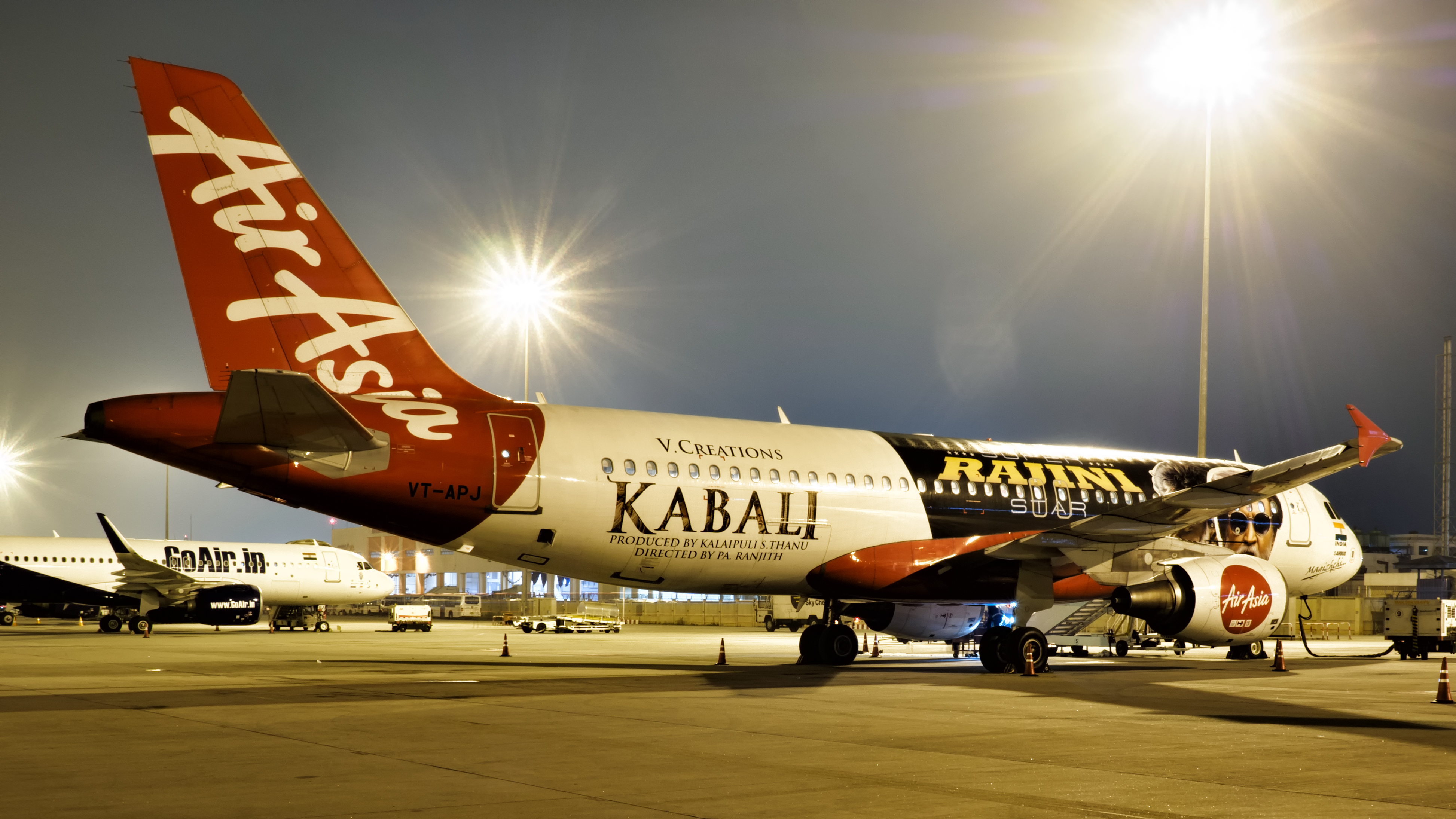
『帝王カバーリ』のラッピングが施されたエアバスA320

ラジニカーントは『帝王カバーリ』の日程について2016年4月からポストプロダクションが始まり、6月に公開予定であることを明かした。しかし、公開日は7月1日に延期され、さらに同月15日に再延期されている。後に最終的な公開日は同月22日に決定した。『帝王カバーリ』はタミル語映画として初めてマレー語吹替版が製作され、マレーシアのマリク・ストリーム・プロダクション&ディストリビューションが同国で『帝王カバーリ』のタミル語版・マレー語版の独占上映を手掛けた。ただし、マレーシア映画検閲委員会の「犯罪者は報いを受けなければならない」「警察官が暴力を助長する描写は認められない」というガイドラインに基づく要請で、マレー語吹替版のラストには「カバーリは警察に自首した」という台詞が追加されている。また、『帝王カバーリ』はインド映画として初めてパリにある2000人収容可能な世界最大級の映画館グラン・レックスで上映された。モーハンラールはマラヤーラム語吹替版の権利を9000万ルピーで購入し、自身が経営する映画館及びケララ州の150劇場での上映を企画した。ベンガルールの大衆劇場では事前予約券が最大500ルピーで販売され完売し、この他に同地のスター・ホテルでの上映（チケット1枚1300ルピー）も企画されたが、ホテルの許可が得られず実現しなかった。タミル・ナードゥ州では一部の劇場が違法にチケット価格を高額に設定して販売したため、ラジニカーントのファンから批判を受けている。チェンナイではプレミア上映が開催されなかった。
2016年7月22日にタミル語版が全世界で公開され、ヒンディー語吹替版、テルグ語吹替版、マラヤーラム語吹替版も順次公開された。前日の21日にはマレーシアでタミル語版のプレミア上映が行われ、同月29日からマレー語吹替版が公開された。シンガポールとインドネシアでも同日公開が計画された。この他に北京語吹替版、タイ語吹替版が製作され、それぞれ香港、中華人民共和国、タイ王国で公開された。

### 海賊版問題
2016年7月19日に『帝王カバーリ』の海賊版がダークネットに流出していることが報じられた。インディアン・エクスプレスによると、流出した海賊版はダークネット上でしか入手できないものの、ウェブ上には複数のフェイク・リンクが出回っているという。製作側は海賊版が出回ることを想定して、マドラス高等裁判所に海賊版の流出を防ぐように要請していた。中央映画認証委員会委員長のパフラージ・ニハラーニーは海賊版の流出について「ムンバイの委員会本部は関与していない」とコメントし、タミル語映画である『帝王カバーリ』の認証はチェンナイ支部が担当していることを強調した。また、海賊版の流出は興行収入に大きな影響を与えることはないともコメントしている。
2日後の7月21日にはカバーリが刑務所から出所する映画冒頭2分間のシーンがWhatsAppに流出した。海賊版の流出についてカライプリ・S・タヌーはTwitterで「スマートフォンやパソコンでラジニカーントの姿を見ても鳥肌は立ちません。海賊版に感謝を込めて、金曜日から映画館で鑑賞しましょう」とコメントした。ニュース・ミニッツは英語やアラビア語字幕が付いたシークエンスの流出について、「湾岸諸国が流出源の可能性がある」と指摘している。公開後には劇場内で携帯電話を使用して撮影したと思われる映像がVimeoにアップロードされたが、後に削除されている。

## 評価

### 興行収入

#### インド
公開初日の興行収入は4億8950万ルピー、公開3日目に10億ルピー、公開週末に11億ルピーを記録し、公開初週末までにマーケティングなどを含めた利益は20億ルピー、国内市場だけで18億5000万ルピーの利益を上げた。『帝王カバーリ』は2015年公開の『バーフバリ 伝説誕生』の記録（8億7500万ルピー）を塗り替えて南インド映画の公開初日の歴代興行成績第1位にランクインし、オープニング興行収入は2週間前に公開された『スルターン』の記録（20億6000万ルピー）を塗り替える21億1000万ルピーを記録した。
娯楽税控除前の公開初日の全言語版総合興行収入は5億3000万ルピーを記録し、『プレーム兄貴、王になる』に次ぐ歴代興行成績第2位にランクインしている。また、タミル・ナードゥ州の1日当たりの興行収入はタミル語映画として初めて2億ルピーを記録し、公開3日間の全言語版総合興行収入は12億4250万ルピー（娯楽税控除前）を記録して国内オープニング興行成績も第1位となった。2016年8月4日にインターナショナル・ビジネス・タイムズは「公開10日間の興行収入は20億5000万ルピーを記録した」と報じたが、同月9日に「公開17日間で19億6000万ルピーの興行収入を記録した」と興行成績を修正している。

#### 海外
海外市場では公開10日目までに1570万ドル（10億5000万ルピー）の興行収入を記録している。公開4日間の興行収入は1120万ドル（7億5270万ルピー）を記録し、『チェイス!』の記録（1032万ドル）を塗り替えて海外市場におけるインド映画歴代オープニング興行成績第1位になった。2017年5月にインターナショナル・ビジネス・タイムズは、海外市場の最終興行収入を1565万ドルと報じている。

#### 興行収入に関する論争
フィナンシャル・エクスプレスやインディアン・エクスプレスなど複数のメディアは公開13日間の興行収入を60億ルピーから67億5000万ルピーと報じているが、これは他のメディアが報じた興行収入の2倍以上の数字である。インターナショナル・ビジネス・タイムズとファーストポストは前述の数字は誇張された数字であると主張し、その原因としてプレリリース・ビジネス（音楽や衛星放送の権利売買）の利益20億ルピーが興行収入として加算されていると指摘している。興行収入についてファーストポストは「より保守的な見積もりとして、『帝王カバーリ』の興行収入は全世界でのチケット販売で30億ルピーと推定される」と主張し、インターナショナル・ビジネス・タイムズのアナリストは全世界の興行収入は35億ルピーと分析している。
2016年12月にフィナンシャル・エクスプレスは国内興行収入21億5000万ルピー、海外興行収入26億2000万ルピー、合計興行収入47億7000万ルピーと報じている。一方、2017年10月にインターナショナル・ビジネス・タイムズは最終興行収入を28億6000万ルピーと報じている。Box Office Indiaによると、『帝王カバーリ』の最終興行収入は30億5000万ルピーになっている。

### 批評
『帝王カバーリ』はチェンナイ、ベンガルール、ムンバイ、ハイデラバードなどの大都市を含むインド各地で高い期待を集めたが、批評家の評価は賛否両論となった。Rotten Tomatoesには11件の批評が寄せられ支持率64%、平均評価5.83/10となっている。デカン・クロニクルのアヌパマ・スブラーマニアンは2.5/5の星を与え、「『帝王カバーリ』はダークで陰惨で釣り合いがとれた、知的でノワール風味の映画です」と批評しており、インディアグリッツは3/5の星を与え、「『帝王カバーリ』はラジニカーントの素晴らしい演技、拍手喝采に値する台詞、輝く感情的な瞬間のために見逃せない映画になっている。ただし、もっと力強いストーリーと引き締まった脚本があれば、より素晴らしい作品になったはずだ」と批評している。ビハインドウッズは2.75/5の星を与え、「ラジニカーント主演映画で盛り上がる劇場も、『帝王カバーリ』ではより静かに見える」と批評している。インディアン・エクスプレスは3.5/5の星を与え、「ドラマティックな脚本と進行の遅い物語を取り除くと、『帝王カバーリ』は一般受けする俳優と陰影のあるキャラクターを上手く組み合わせた珍しいタイプのラジニカーント主演映画です。何より、ラジニカーントが自らの年齢を演じる姿を遂に見れるのです!」と批評している。フィルムビートは3/5の星を与え、「最近の『帝王カバーリ』の大げさな広告やお祭り騒ぎを念頭に置いて映画館に行くと後悔するかも知れません。ですが、近年のラジニカーント主演映画としてはベスト作品であることは間違いありません」と批評している。
インターナショナル・ビジネス・タイムズは3.5/5の星を与え、「ラジニカーントは政治色の強い映画の中で輝きを見せている」と批評し、ザ・ヒンドゥーのバラドワジ・ランガンは「ランジットのフィルムメイキングは良い意味で異なっている。『帝王カバーリ』は彼のいくつかのトレードマークを有しているが、彼の初期作品にあった生命力が欠けている」と批評している。ザ・タイムズ・オブ・インディアのティンカル・メーノーンは3/5の星を与え、「ストーリーについては、恐らく今よりも引き締まった脚本が必要だったが、ともかく"Thalaivar Athiradi（アクション・リーダー＝ラジニカーント）"を見て下さい。それ以上でもそれ以下でもありません!」と批評している。インディア・トゥデイは3/5の星を与え、「『帝王カバーリ』は助演俳優に関する限り失敗している。パ・ランジットは役柄に風味を加えることができる有名俳優を簡単にキャスティングできたはずです。ラジニカーントと共に映画を作ることは自分のキャリアを危険にさらすようなものであり、不名誉な敗北を自らの責任で負うことになる。何故なら、ラジニカーントがスクリーン上で老齢に見えてしまうことを受け入れていたとしても、ラジニカーント主演映画には彼の熱烈なファンを満足させるために期待される要素が存在するからです」と批評している。ヒンドゥスタン・タイムズは3/5の星を与え、「ラジニカーントのファンにとっては、何も言えない作品だろう。ラジニカーントは確かに輝いているが、彼の長いキャリアの中で『帝王カバーリ』は馴染まないだろう」と批評し、Sifyは3/5の星を与え、「『帝王カバーリ』はラジニカーント主演映画ともランジット監督映画とも言えない、ごちゃ混ぜの映画だ!」と批評している。
一部の批評家は、『帝王カバーリ』でカバーリをダリットの指導者として描写している点を批判している。ランジットは批判に対して「特定のカーストやコミュニティに言及している訳ではない」とコメントしているが、一部のダリット団体は『帝王カバーリ』を「ダリット映画」と呼んでいる。また、インド系マレーシア人が抑圧されている少数派として描写されている点について、ウトゥサン・マレーシアは「意図的にマレーシア国内の人種間対立を煽っている」と批判している。

### 受賞・ノミネート
| 映画賞                                  | 部門                                       | 対象                                                    | 結果       | 出典            |
| --------------------------------------- | ------------------------------------------ | ------------------------------------------------------- | ---------- | --------------- |
| アーナンダ・ヴィカタン映画賞            | 主演男優賞                                 | ラジニカーント                                          | 受賞       | [ 129 ] [ 130 ] |
| アーナンダ・ヴィカタン映画賞            | 音楽監督賞                                 | サントーシュ・ナーラーヤナン                            | 受賞       | [ 129 ] [ 130 ] |
| アーナンダ・ヴィカタン映画賞            | 男性プレイバックシンガー賞                 | プラディープ・クマール「Maya Nadhi」「Vaanam Paarthen」 | 受賞       | [ 129 ] [ 130 ] |
| アーナンダ・ヴィカタン映画賞            | 衣装デザイナー賞                           | アヌー・ヴァルダン、ニランジャニ・アハティアン          | 受賞       | [ 129 ] [ 130 ] |
| アーナンダ・ヴィカタン映画賞            | 大衆映画賞                                 | カライプリ・S・タヌー                                   | 受賞       | [ 129 ] [ 130 ] |
| エジソン賞                              | 作品賞                                     | カライプリ・S・タヌー                                   | 受賞       | [ 131 ] [ 132 ] |
| エジソン賞                              | 監督賞                                     | パ・ランジット                                          | 受賞       | [ 131 ] [ 132 ] |
| エジソン賞                              | 助演男優賞                                 | ジョン・ヴィジャイ                                      | 受賞       | [ 131 ] [ 132 ] |
| エジソン賞                              | 作曲賞                                     | サントーシュ・ナーラーヤナン                            | 受賞       | [ 131 ] [ 132 ] |
| エジソン賞                              | 作詞家賞                                   | アルンラージャ・カマラージ「Neruppu Da」                | 受賞       | [ 131 ] [ 132 ] |
| 第64回フィルムフェア賞 南インド映画部門 | タミル語映画部門作品賞                     | カライプリ・S・タヌー                                   | ノミネート | [ 133 ] [ 134 ] |
| 第64回フィルムフェア賞 南インド映画部門 | タミル語映画部門監督賞                     | パ・ランジット                                          | ノミネート | [ 133 ] [ 134 ] |
| 第64回フィルムフェア賞 南インド映画部門 | タミル語映画部門主演男優賞                 | ラジニカーント                                          | ノミネート | [ 133 ] [ 134 ] |
| 第64回フィルムフェア賞 南インド映画部門 | タミル語映画部門助演女優賞                 | サーイ・ダンシカ                                        | 受賞       | [ 133 ] [ 134 ] |
| 第64回フィルムフェア賞 南インド映画部門 | タミル語映画部門音楽アルバム賞             | サントーシュ・ナーラーヤナン                            | ノミネート | [ 133 ] [ 134 ] |
| 第64回フィルムフェア賞 南インド映画部門 | タミル語映画部門作詞家賞                   | アルンラージャ・カマラージ「Neruppu Da」                | ノミネート | [ 133 ] [ 134 ] |
| 第64回フィルムフェア賞 南インド映画部門 | タミル語映画部門男性プレイバックシンガー賞 | アルンラージャ・カマラージ「Neruppu Da」                | ノミネート | [ 133 ] [ 134 ] |
| 第64回フィルムフェア賞 南インド映画部門 | タミル語映画部門女性プレイバックシンガー賞 | シュウェタ・モーハン「Maya Nadhi」                      | 受賞       | [ 133 ] [ 134 ] |
| 第2回IIFAウトサヴァム                   | タミル語映画部門作品賞                     | カライプリ・S・タヌー                                   | ノミネート | [ 135 ] [ 136 ] |
| 第2回IIFAウトサヴァム                   | タミル語映画部門監督賞                     | パ・ランジット                                          | ノミネート | [ 135 ] [ 136 ] |
| 第2回IIFAウトサヴァム                   | タミル語映画部門主演男優賞                 | ラジニカーント                                          | ノミネート | [ 135 ] [ 136 ] |
| 第2回IIFAウトサヴァム                   | タミル語映画部門助演女優賞                 | サーイ・ダンシカ                                        | ノミネート | [ 135 ] [ 136 ] |
| 第2回IIFAウトサヴァム                   | タミル語映画部門コメディアン賞             | ジョン・ヴィジャイ                                      | ノミネート | [ 135 ] [ 136 ] |
| 第2回IIFAウトサヴァム                   | タミル語映画部門音楽監督賞                 | サントーシュ・ナーラーヤナン                            | ノミネート | [ 135 ] [ 136 ] |
| 第2回IIFAウトサヴァム                   | タミル語映画部門作詞賞                     | アルンラージャ・カマラージ「Neruppu Da」                | 受賞       | [ 135 ] [ 136 ] |
| 第2回IIFAウトサヴァム                   | タミル語映画部門男性プレイバックシンガー賞 | プラディープ・クマール「Maya Nadhi」                    | ノミネート | [ 135 ] [ 136 ] |
| ノルウェータミル映画祭賞                | 主演女優賞                                 | ラーディカー・アープテー                                | ノミネート | [ 137 ]         |
| ノルウェータミル映画祭賞                | 作詞家賞                                   | ウマ・デヴィ「Maya Nadhi」                              | 受賞       | [ 137 ]         |
| ノルウェータミル映画祭賞                | 男性プレイバックシンガー賞                 | プラディープ・クマール「Maya Nadhi」                    | 受賞       | [ 137 ]         |
| 第6回南インド国際映画賞                 | タミル語映画部門音楽監督賞                 | サントーシュ・ナーラーヤナン                            | ノミネート | [ 138 ]         |
| 第6回南インド国際映画賞                 | タミル語映画部門作詞賞                     | アルンラージャ・カマラージ「Neruppu Da」                | ノミネート | [ 138 ]         |

## テレビ放送
『帝王カバーリ』と『火花 Theri』（カライプリ・S・タヌーの製作作品）はデジタル配信権をAmazon Prime Videoが取得したものの、衛星放送権については2017年3月時点で購入者がいない状態だった。2016年6月にジャヤ・テレビジョンが衛星放送権を取得したと報じられたが、その後の2017年9月27日にサン・テレビジョンが両作の権利を取得したことが発表された。2018年1月15日にワールド・テレビプレミア放送され、同時期にスター・インディアがヒンディー語吹替版、テルグ語吹替版、マラヤーラム語吹替版の権利を取得している。

## 続編構想
『帝王カバーリ』の公開後、カライプリ・S・タヌーはフォーブス・インディアからの取材の中で「監督と私は続編製作を計画している」と語っている。また、デカン・クロニクルからの取材では「『帝王カバーリ』ではオープンエンドのクライマックスを用意しました。だからランジット監督と私は、このギャングスター映画の続編に興味を抱いています。しかし、そのためにはラジニカーントが続編製作に許可を出す必要があります」と語っている。